# Alessandro Matri
Alessandro Matri (Sant'Angelo Lodigiano, 1984. augusztus 19. –) olasz csatár, válogatott labdarúgó. Az AC Milan ifjúsági csapatában nevelkedett. 

## Klubkarrier
Az olasz első osztályban 2003. május 25-én debütált a Piacenza Calcio ellen. 2007 nyarán írta alá szerződését a Cagliarihoz. Itt alapembere volt csapatának, több évben is csapata legeredményesebb játékosa volt, és kiváló teljesítményének meg is lett az eredménye.  2011 januárjában a Juventus kölcsönvette, és könnyen beilleszkedett a csapatba, jól játszott. Olyannyira, hogy a következő átigazolási szezonban a juventus 11 000 000€-t sem sajnált érte, tehát 2011 tavaszától a zebráknál futballozik. A csapat 2011-2012-es bajnoki címéből oroszlánrészt vállalt, legtöbbször kezdőként lépett pályára. 2012 őszén az első Bajnokok ligája mérkőzésén is átesett.2013 augusztusában az AC Milan csapatához igazolt.

## Válogatott
2011 februárjában hívták be először a válogatottba (Cesare Prandelli), és később szinte alap kerettaggá vált.